# 富士見町站 (鳥取縣)
富士見町站（日语：／ Fujimichō eki */?）是位於鳥取縣米子市冨士見町，西日本旅客鐵道（JR西日本）境線的車站。車站愛稱（妖怪）為座敷童子站。車站鄰近JR西日本後藤綜合車輛所。

## 歷史
- 1987年（昭和62年）11月1日 - 境線博勞町站至後藤站之間開設此站[2]。境線三本松口站、御崎口站（現時：大篠津町站）、高松町站和馬場崎町站也於同日啟用，成為同年4月JR西日本成立以來初批新車站[3]。
- 2019年（平成31年) 3月16日 - 車載型IC出入閘機開始使用，此站開始可以使用IC卡「ICOCA」[4]。

## 車站構造
車站是一座地面車站，設有1面1線的單式月台。前往境港方向的列車會開啟左邊車門。此站是由米子站管理的無人車站。此站沒有車站大樓，月台靠近境港一方設有出入口。在站內設有自動售票機。車站月台比較狹窄，這是由於車站於後期建造。由於後藤站的下行場內信號機位於進入車站月台的前方，因此當列車進入富士見町站月台前通過的訊號為紅燈時會響起ATS警報。路軌西北方會與國道9號立體相交。

## 使用狀況
以下為近年一日平均上下車人次列表：
| 上下車人次變化 | 上下車人次變化 |
| 年度           | 1日平均人次    |
| -------------- | -------------- |
| 2007年         | 207            |
| 2008年         |                |
| 2009年         |                |
| 2010年         |                |
| 2011年         | 275            |
| 2012年         | 311            |
| 2013年         | 310            |
| 2014年         | 284            |
| 2015年         | 266            |
| 2016年         | 286            |
| 2017年         | 310            |
| 2018年         | 306            |

## 車站周邊
此站與博勞町站之間的營業距離只有0.5公里，實際距離為約420米，為JR所有路線中最短站距（以實際距離計算）。
- JR西日本後藤総合車輛所
- JU米子髙島屋
  - 米子角盤町郵局
- 米子新町天滿屋（日语：天満屋）
- 山陰信販和光酒店
  - Space Create自遊空間（日语：ランシステム）米子店（山陰信販系列）
- 角盤交番
- 米子新町郵局
- 鳥取銀行（鳥銀）米子中央分店
- 山陰合同銀行（合銀）米子中央代理店
- 米子信用金庫（日语：米子信用金庫）（米信）
- 中國銀行（中銀）米子分店
- BSS山陰放送
- 米子市福祉保健綜合中心 親睦之里
- 國道9號
- 國道181號（日语：国道181号）
- 國道183號（日语：国道183号）
- 國道482號（日语：国道482号）
- 鳥取縣道·島根縣道101號米子伯太線（日语：鳥取県道・島根県道101号米子伯太線）
- 鳥取縣道·島根縣道102號米子廣瀨線（日语：鳥取県道・島根県道102号米子広瀬線）
- 鳥取縣道157號米子港線（日语：鳥取県道157号米子港線）

## 巴士路線
最近的巴士站是在西方500米處的「公會堂前·高島屋前」巴士站。或是在東方500米處的「日之出町」。日之丸自動車和日本交通停靠上述兩站。在西北方400米處設有「親睦之里」，米子市Dandan巴士停靠該站。

## 相鄰車站
西日本旅客鐵道
 境線
博勞町－富士見町－後藤

## 注腳

## 外部連結
- 富士見町｜車站資訊：JR出門網 - 西日本旅客鐵道（日語）